# Daniel Tjärnqvist
Daniel Tjärnqvist, född 14 oktober 1976 i Vännäs, är en svensk före detta professionell ishockeyspelare som tillsammans med svenska landslaget tog guld under OS 2006 i Turin i Italien. Han spelade 94 A-landskamper för Sverige.
Daniel Tjärnqvist spelade i Atlanta Thrashers, Colorado Avalanche, Minnesota Wild och Edmonton Oilers i NHL.
Han har en yngre bror vid namn Mathias Tjärnqvist, som efter flera år i NHL är assisterande tränare i Malmö Redhawks i Elitserien. Båda två har Vännäs Hockeyklubb som moderklubb.
Daniel Tjärnqvist är gift med tidigare landslagssimmaren Louise Jöhncke.

## Meriter
- OS-guld 2006
- VM-silver VM 2003, VM 2004
- VM-brons VM 2002, VM 2001
- U18 EM-Guld 1994
- JVM-brons 1995
- JVM-silver 1996
- Finsk mästare, SM-liiga, 1997
- Utsedd till turneringens bäste back VM 2002

## Klubbar
- 1994–1996  Rögle BK, Elitserien
- 1996–1997  Jokerit, SM-liiga
- 1997–2001  Djurgårdens IF, Elitserien
- 2001–2004  Atlanta Thrashers, NHL
- 2004–2005  Djurgårdens IF, Elitserien
- 2005–2006  Minnesota Wild, NHL
- 2006–2007  Edmonton Oilers, NHL
- 2007–2008  Lokomotiv Jaroslavl, RSL
- 2008–2009  Colorado Avalanche, NHL
- 2009–2011  Lokomotiv Jaroslavl, KHL
- 2011–2012  Djurgårdens IF, Elitserien
- 2012–2015  Kölner Haie, DEL